# 慈照寺
35°1′36.75″N 135°47′53.7″E / 35.0268750°N 135.798250°E

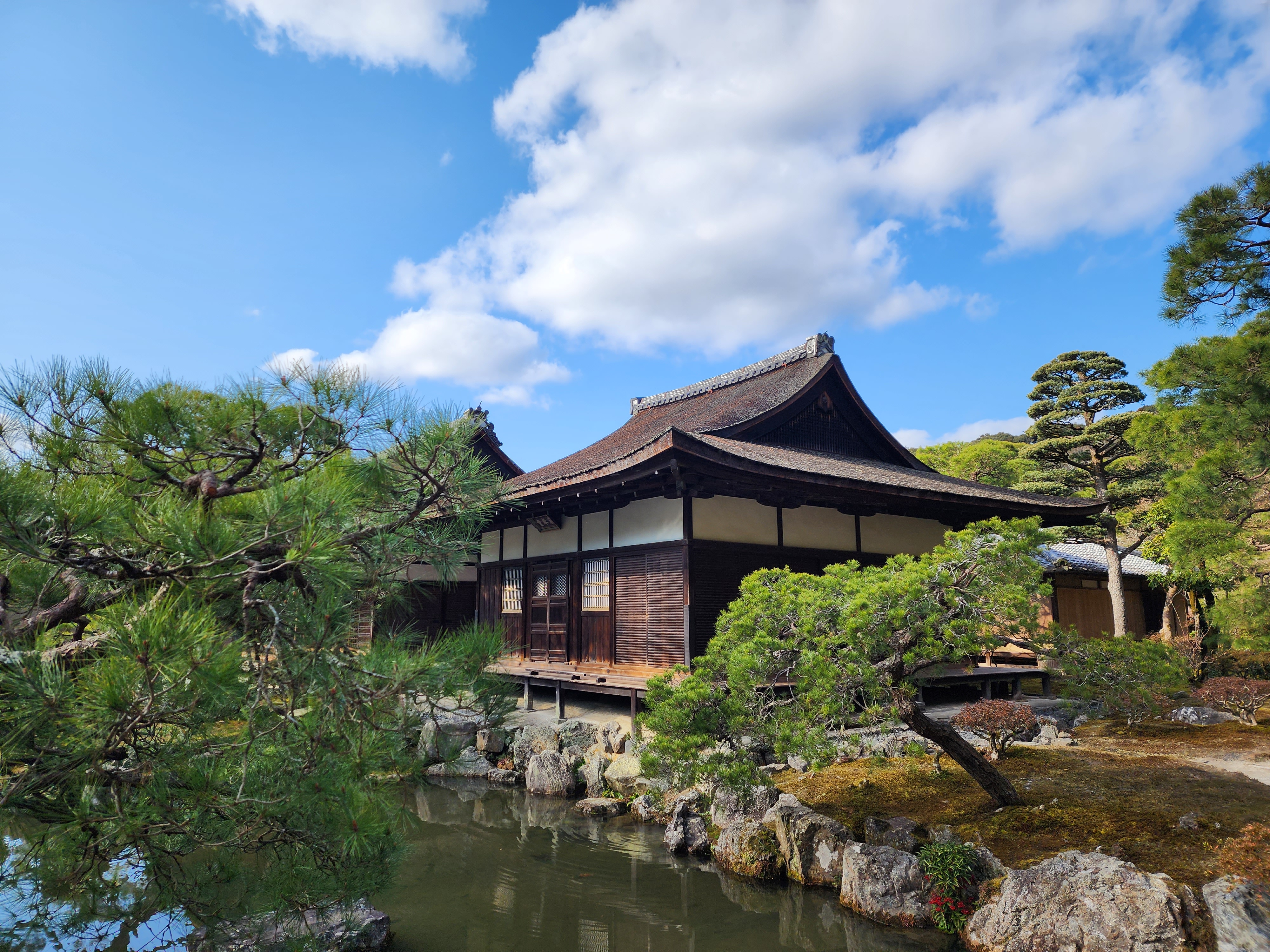
東求堂

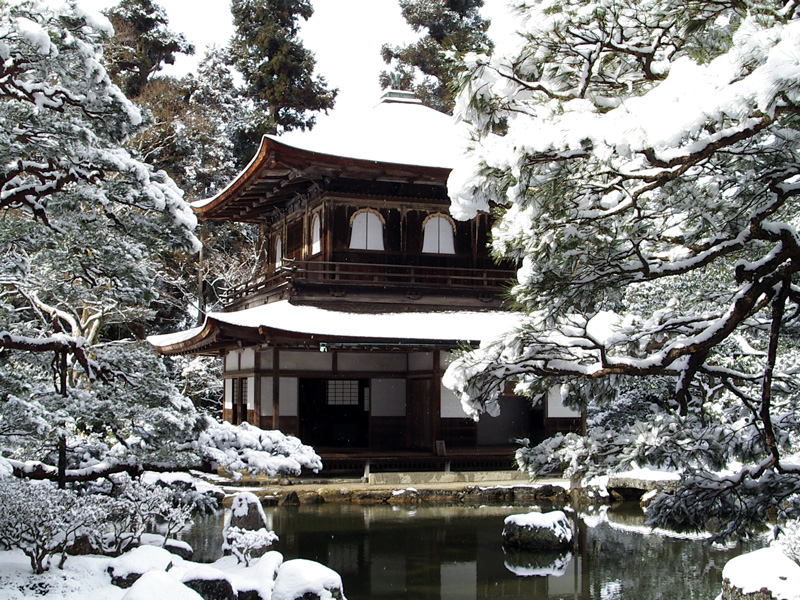
白雪妝点的银阁

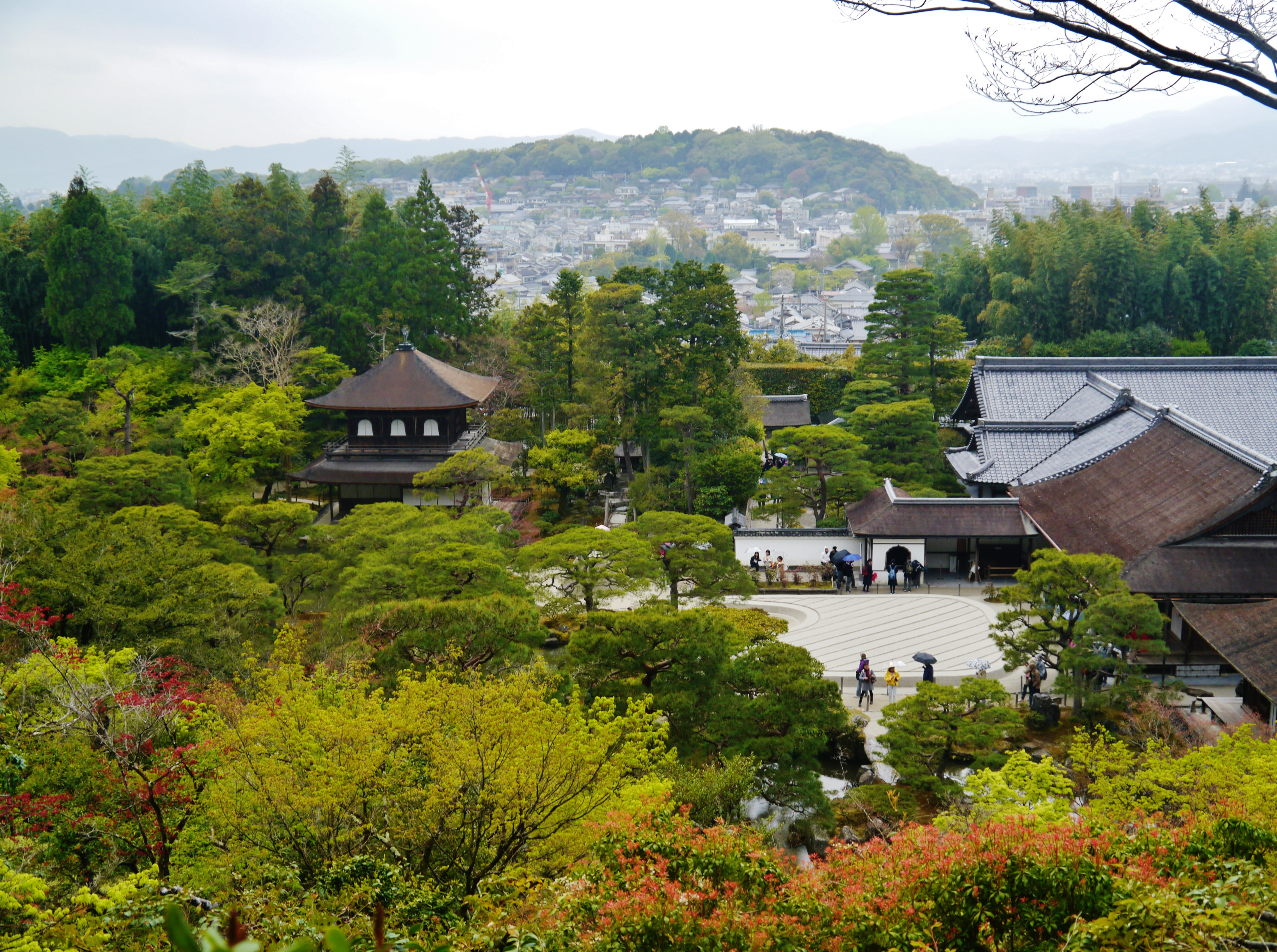
庭園全景

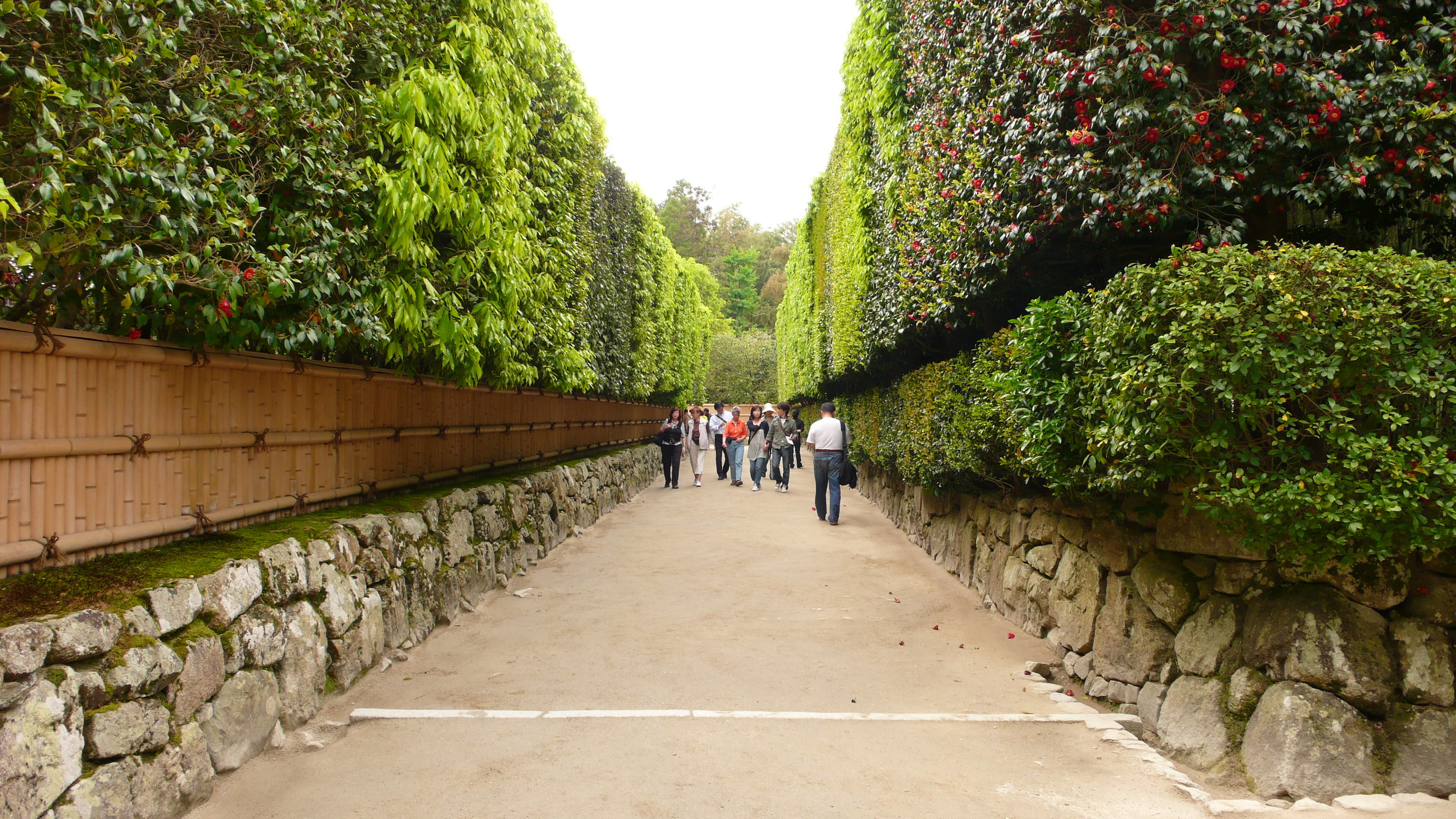
銀閣寺垣

慈照寺，常被稱作银阁寺，位于日本京都府京都市左京区，属于代表東山文化的临济宗相国寺派。山号为东山。寺院创立者为室町幕府第8代将军足利义政，开山祖师是梦窗疎石（实际上，梦窗疎石是在该寺院创立前1個世纪左右時的人物，因此被称作“劝请开山”）。
足利义政在寺内兴建了观音殿，被通称为“银阁”，因此寺院全体被称为“银阁寺”，这一名称与同在京都的“金阁寺”（正式名稱为「鹿苑寺」）相呼应。

## 沿革
1473年（文明5年），室町幕府第8代将军足利义政将将军职位让于嫡子足利义尚，从1482年开始，在东山的月待山麓开始建造东山山庄（又称东山殿）。这一地区还建有一所净土寺（在应仁之乱中被烧毁），因此近代以后，该地区被称为左京区净土寺。
应仁之乱平息后不久，京都地区民生凋敝，经济疲弊，但是足利义政为了继续建造东山殿，仍大肆向百姓徵收税金（段钱）和课以劳役（夫役），独自过着风雅安逸的奢华生活。东山殿的建造共耗时8年，直到义政逝世前不久才正式完工，但义政在其完工前就急于迁至此处居住（1483年）。东山殿内建有会所、常御所等大规模设施，尽管无法与足利义满建造的北山殿（后来的金阁寺）相媲美，但也具备了一定的政治功能。然而，保存至今的建筑物只有银阁和东求堂。
1490年（延德2年）2月，为供奉逝世的义政的化身菩提，东山殿被改为寺院，后作为相国寺的末寺，创立为慈照寺。
日本战国时代末期，慈照寺也曾被关白近卫前久当作别墅，这是因为慈照寺的历代住持多出自近卫家。近卫前久死后，慈照寺作为相国寺的末寺，再次兴盛起来。
1952年3月29日，慈照寺的庭园被日本政府指定为特別史迹和特別名胜。1994年12月17日，慈照寺作为「古都京都的文化財」的一部分，被列入世界遗产名录。

## 寺内建物
- 庭园（特別史迹、特別名胜）：以「锦镜池」为中心的池泉回游式庭园。庭院建造的初期模仿了通称为“苔寺”的西芳寺庭园（梦窗疎石设计），但在江户时代，庭院被大规模改修，失去了原来的面貌。「银沙滩」、「向月台」等两处沙砾造型，是在江户时代后期成型的。此外，1931年被发掘的枯山水庭园，位于东方山麓，据说保留了室町时代的风貌。
- 银阁（日本国宝）：足利义政的山庄东山殿内建造的观音殿，后经常被用于和义政祖父·第3代将军足利义满建造的金阁相对比，因此得现名。该楼于1489年（延徳元年）开始建造，同年不久即完成。正式名称为“东山山庄观音殿”。建筑结构为双层、宝形结构、柿葺，平面为长方形，正面宽8.2米，纵深7米。
  - 底层的“心空殿”为普通住宅风格，上层的“潮音阁”为方形3间（正面侧面均为三间）的禅宗式样（唐样）的佛殿。该楼也吸收了书院造的日本传统住宅风格，成为东山文化的代表性建筑物。
  - 虽然鹿苑寺金阁名副其实地在建筑物表面贴上了金箔，但是银阁却没有贴过银箔的痕迹。有一說稱建造者计划使用银箔，但后来由于政府财政窘迫，没有按计划完成，另有一說稱由于该楼是义政的隐居场所，因此起初就希望使用木材原色，而没有使用银箔的计划。慈照寺的庭园内配有众多名贵的石材和树木，体现了当时东山文化中注重茶道和禅宗文化的思想，因此也有人认为贴银箔更符合当时文化的风气。
- 东求堂（日本国宝）：义政的佛堂和茶室，建于1486年（文明18年）。该楼面对水池，正面宽3间半，平面为正方形。正面左面为方2间的佛殿，右侧为义政的书房和茶室（称作「同仁斋」）。书斋北侧的副书院和违棚是现在最古老的座敷装饰风格的房间，是日本书院造和草庵茶室的发源，被视为日本建筑史上宝贵的遗产。有研究表明该楼建造当初的位置比现在的位置更靠近南侧的银阁。[1]
- 银阁寺垣：从慈照寺寺门到庭园的入口处道路两边，保存有围墙遗迹，被称为“银阁寺垣”。

## 文物
慈照寺內收藏了多樣重要的歷史文物：
国宝
- 银阁
- 东求堂

重要文化财
- 绢本彩色画卷春屋妙葩像（2003年指定）

特別名胜、特別史迹
- 慈照寺庭园